# Saborsko
 Saborsko  falu Horvátországban, Károlyváros megyében. Közigazgatásilag Blata, Begovac és Lička Jesenica települések tartoznak hozzá.

## Fekvése
Károlyvárostól 57 km-re délre, Ogulintól 37 km-re délkeltre, a 42-es főút mellett egy hosszú, keskeny medencében fekszik.

## Története
A mai Saborsko község területén először a kelták japod törzse telepedett meg, majd i. e. 35. és 33. között a rómaiak foglalták el ezt a területet. A birodalom bukása után gótok. gepidák, longobárdok, hunok, majd avarok és szlávok, a mai horvátok ősei érkeztek. 1193-ban III. Béla az egész Modrus megyét Vegliai Bertalannak a Frangepánok ősének adományozta, így évszázadokra a Frangepánok lettek e vidék urai. Saborsko települést Frangepán II. István birtokaként 1449-ben említik először. A modrusi urbárium szerint 1486-ban a településen a Frangepán családnak udvarháza és templom is állt. A saborskoi birtokon tizenkét és fél adózó jobbágyporta volt. A jobbágyok a földesúri birtokon kívül az egyházi földeket is kötelesek voltak megművelni. A számos lakatlan porta arra enged következtetni, hogy a török támadások miatt már ekkor sokan elmenekültek innen. Erre utal az is, hogy egyes településeken több Zaborski és Zaborac vezetéknevű személy fordult elő, így például a Károlyváros melletti Netretićen 1948-ban tizenhat Zaborski nevű lakos élt.
A vesztes mohácsi csata után törökök elfoglalták Likát és Korbáviát, Likából 1527-ben török szandzsákot alakítottak ki. A hódoltsági terület közvetlen szomszédságába került Saborsko teljesen elnéptelenedett. A török veszély elmúltával a 17. században a Plaški-medence szerb benépesülésével egyidejűleg Brinje, Ogulin, a Hegyvidék (Gorski kotar) és Lika területéről krajinai katolikus horvátok érkeztek. Ezért itt a mai napig is kizárólag horvát lakosság él. A hagyomány szerint az ide érkező horvátok csak a középkori templom romjait és pincék eltemetett alapfalait találták. A templom romjain 1726-ban felépítették új plébániatemplomukat. Miután ez a templom idővel kicsinek bizonyult 1864-ben nagyobb templomot építettek, melyet Nepomuki Szent János tiszteletére szenteltek. A lakosság főként mezőgazdasággal, állattartással foglalkozott. A 19. század során a lakosság száma jelentősen megnőtt. A településnek 1857-ben 713, 1910-ben 2010 lakosa volt. A 19. század végén és a 20. század elején  sokan kivándoroltak a tengerentúlra. Trianonig Modrus-Fiume vármegye Ogulini járásához tartozott. Az első világháború után a férfiak számának lecsökkenése miatt súlyos nélkülözés és éhínség uralkodott. 1927-ben Kuseljen, majd 1932-ben Sabordkon nyílt új fűrésztelep, mely 350 helyi és mintegy száz környékbeli munkást foglalkoztatott. Második világháború idején szerb felkelők 48 saborskói polgári személyt, köztük hét gyermeket gyilkoltak meg.
A délszláv háború idején Saborsko lakossága különösen sokat szenvedett. A háború előtt a településnek még 852 lakosa volt, melyből 800 horvát nemzetiségű. A háborús események 1991. augusztus 5-én kezdődtek, amikor a jugoszláv hadsereg egységei lőtték a falut. Október 1-jén Knin felől megindult a szerb szabadcsapatok támadása. A támadás nyilvánvaló célja az volt, hogy a területet megtisztítsák a nem szerb lakosságtól és a Krajinai Szerb Köztársasághoz csatolják. A falu védői több mint egy hónapig állták a sarat, de december 12-én a kilenc harci repülővel, 43 tankkal, tíz tarackkal és aknavetővel támogatott közel ezer támadónak már nem tudtak ellenállni. A szerbek házról házra jártak és akit ott találtak kivégezték, majd lerombolták a települést. Ekkor 29, összesen pedig 48 ember esett áldozatul a pusztításnak. Levegőbe repítették a katolikus templomot is, de még  a temetőt is lerombolták. A túlélők három napig bujkáltak az erdőben, mire Bihácson befogadták őket. Onnan autóbuszokon szállították őket horvátországi, menekülteknek fenntartott szállodákba. Ezután a település a Krajinai Szerb Köztársasághoz tartozott. A horvát hadsereg 1995 augusztusában a Vihar hadművelettel szabadította fel. 2011-ben a falunak 472, a községnek összesen  645 lakosa volt.

## Lakosság
| Lakosság változása | Lakosság változása | Lakosság változása | Lakosság változása | Lakosság változása | Lakosság változása | Lakosság változása | Lakosság változása | Lakosság változása | Lakosság változása | Lakosság változása | Lakosság változása | Lakosság változása | Lakosság változása | Lakosság változása | Lakosság változása |
| ------------------ | ------------------ | ------------------ | ------------------ | ------------------ | ------------------ | ------------------ | ------------------ | ------------------ | ------------------ | ------------------ | ------------------ | ------------------ | ------------------ | ------------------ | ------------------ |
| 1857               | 1869               | 1880               | 1890               | 1900               | 1910               | 1921               | 1931               | 1948               | 1953               | 1961               | 1971               | 1981               | 1991               | 2001               | 2011               |
| 713                | 1334               | 1391               | 1879               | 1944               | 2010               | 1741               | 2012               | 2165               | 2062               | 1832               | 1519               | 1127               | 852                | 666                | 472                |

## Nevezetességei
- Nepomuki Szent János tiszteletére szentelt plébániatemploma eredetileg 1864-ben épült, azonban ezt a templomot 1991. december 12-én lerombolták. A mai modern plébániatemplomot a háború után építették és 2001. május 16-án szentelte fel Milo Bogović gospić-senji püspök.
- Szűz Mária Születése (Kisboldogasszony) tiszteletére szentelt régi plébániatemploma[4] 1726-ban a középkori templom romjain épült. Eredetileg Nepomuki Szent János tiszteletére volt szentelve és 1864-ig az új templom felépüléséig volt a település plébániatemploma. Az új templom felépülése után temetőkápolnaként  működött. A 18. századi Nepomuki Szent János templom és a mai Kisboldogasszony templom azonosságát az 1769-ben készített katonai topográfiai térkép is alátámasztja, mely pontosan a mai templom helyén ábrázolja a régi plébániatemplomot. 1915-ben és 1925-ben a titulusa Szent Márk Evangélista volt. 1961-ben Rózsafüzéres Szűz Mária kápolnaként, míg 1979-ben már jelenlegi nevén említik. 1991. december 12-én ezt a templomot is lerombolták. A háború után eredeti formájában építették újjá.
- A Plitvicei-tavak Nemzeti Park erdészeti szolgálatának épületét[5] 1955-ben építették I. Vitić építész terve alapján. Az épület egy dombokkal és erdőkkel körülvett völgyben található, ahol uralja a teret, amelybe építették. Az L alaprajzú épület a terep lejtőjén helyezkedik el, főhomlokzata délnyugatra, a völgy felé néz. Az emeletek száma a terep természetes konfigurációjához igazodik, így az épület elülső része emeletes, a hátsó pedig földszintes. A homlokzatok a kőfallal és faburkolattal vannak kialakítva, regionálisan hagyományos elemekként.
- A honvédő háború áldozatainak emlékműve.